# Loi du 3 juillet 1978 relative aux contrats de travail
 (juin 2023).
 (décembre 2020).
La loi du 3 juillet 1978 relative aux contrats de travail est une loi belge entrée en vigueur le 1er septembre 1978 qui règle plusieurs types de contrats. Il s'agit des contrats de travail d’ouvrier, d’employé, de représentant de commerce, de travailleur à domicile, d’occupation étudiant ainsi que du travail domestique.    

## Contexte historique
Le XXe siècle en Belgique est considéré comme le berceau du droit social en général et de la codification des règles de travail en particulier. On voit de nouvelles lois émerger et cela est « le résultat d’un processus irrésistible, déclenché au lendemain des événements de 1886, processus quasi déterminé qui traduirait un accord social et politique obtenu après des décennies de tensions et d’injustices ». Plusieurs lois encadrant les contrats de travail ont été édictées à l’issue de cela mais elles étaient incomplètes et éparses. Il y avait donc une volonté de les rassembler et les compléter afin qu’elles reflètent la réalité des travailleurs de plusieurs domaines d’activités impulsés par la révolution industrielle. 
La loi du 3 juillet 1978 est le résultat de cette volonté de codifier ces lois et son entreprise « se déroula dans des conditions assez pénibles ». En effet, au niveau politique, « la loi du 3 juillet 1978 sur le contrat de travail prend naissance au sein d’une temporalité particulièrement mouvementée comme peut nous l’évoquer les quatre années demalgoverno (1978-1981) qui suivent l’échec du Pacte d’Egmont de (1977-1978) ». Il y a également des réformes institutionnelles importantes qui conduisent à la deuxième réforme de l’état de 1980 ainsi que des tensions « autour du clichage de la frontière linguistique, du bilinguisme administratif de Bruxelles et du régime linguistique de la périphérie bruxelloise ». Au niveau socio-économique, le premier choc pétrolier de 1973 inaugure une période de récession économique. Les problèmes sont nombreux : faillites, fermetures d’entreprises, augmentation du chômage. Il faut également noter que « la dette publique explose,  sous l’effet de la création massive d’emplois dans la fonction publique et de l’emballement de la politique du gaufrier : chaque investissement public en Wallonie doit être accompagné d’un investissement public équivalent en Flandre. Entre 1972 à 1983, le taux de chômage belge passe de 3 % à 19 % ». C’est donc dans un contexte de crises et bouleversement que la loi du 3 juillet 1978 a été édictée.

## Élaboration de la loi
Après la Seconde Guerre mondiale, « les syndicats d’employés lancent le débat sur l’harmonisation des statuts des travailleurs et désirent la révision de la loi sur le contrat d’emploi ». En effet, la recherche d’une législation générale sur le contrat de travail plutôt que des lois éparses est souhaitée car la technique législative qu’ils utilisaient consistait à « insérer ou à modifier une même disposition légale dans plusieurs lois différentes (…) et cela devenait de plus en plus lourd, en raison de la multiplication des dispositions communes à plusieurs sortes de contrats ». Il fallait donc répondre à un souci de clarté pour les travailleurs et les employeurs afin de faciliter les relations professionnelles. L’élaboration de la loi du 3 juillet 1978 a débuté en 1974 sous le gouvernement Tindemans I et a subi plusieurs amendements avant de s’achever en 1978 sous le gouvernement Tindemans IV. Il est intéressant de noter que la longue navette parlementaire qu’il a fallu pour adopter cette loi peut s’expliquer par le fait que la Chambre des représentants avait comme premier parti majoritaire un parti de centre droit, le CD&V qui a une conception plus méritocratique et libéraliste du travail alors que le Sénat était composé en majorité de partis de centre gauche qui ont une conception plus social du travail. Il fallait donc trouver un accord entre les deux chambres du parlement, notamment sur le statut des travailleurs étrangers.

## La loi
La loi du 3 juillet 1978 est l’aboutissement d’une première tentative de codification des lois sociales qui a débuté avec la loi du 10 mars 1900 sur le contrat de travail. Il faut savoir qu’avant cette première loi, le travail était régit par le Code Civil qui était insuffisant car il ne répondait pas aux questions primordiales sur le statut du travailleur suborné. 
Il y avait au début du vingtième siècle deux lois qui régissaient le statut des travailleurs : une loi pour les ouvriers, celle de mars 1900 et une loi pour les employés parue en août 1922 avec toutes les deux des dispositions différentes quant au contrat de travail. 
La loi du 3 juillet 1978 est venue consacrer « l’existence d'un seul contrat : le contrat de travail même si les statuts juridiques employé et ouvrier continuent à coexister ». D’ailleurs, en 2010, deux sénateurs de l'Open VLD ont proposé de supprimer la distinction entre ouvrier et employé mais cette distinction reste à jour dans la présente loi. 
Près de vingt-cinq lois interprétatives et modificatrices ont paru entre 1900 et 1978 et cinq lois majeures ont été coordonnées en un tout pour former la loi du 3 juillet 1978. Il s’agit de la loi du 10 mars 1900 sur le contrat de travail, la loi du 30 juillet 1963 fixant le statut des représentants de commerce, la loi du 24 avril 1970 sur le contrat de travail domestique et la loi du 9 juin 1970 relative à l'occupation d’étudiants. 
La coordination de ces cinq lois « répond au vœu exprimé à plusieurs reprises par le Conseil d’État et par les membres des commissions compétentes des chambres législatives de voir réunies dans une législation générale les diverses lois régissant la matière des contrats de travail ».

### Structure
La loi du 03 juillet 1978 classifie les contrats et accorde un titre pour chaque contrat à l’exception du titre VIII qui reprend les dispositions finales. 
Le titre I s'intitule « les contrats de travail en général », il comprend 5 chapitres et présente les dispositions communes aux contrats présentés par la loi.
Le titre II s’intitule « le contrat de travail d'ouvrier », il comprend 3 chapitres et présente les dispositions relative au contrat d’ouvrier comme l’annonce l’article 47.
Le titre III s’intitule « le contrat de travail d’employé », il comprend 3 chapitres et présente les dispositions relative au contrat d’employé comme l’annonce l’article 66.
Le titre IV s’intitule « le contrat de travail de représentant de commerce », il n’est pas subdivisé en chapitres, il comporte 20 articles dont l’article 87 dit que « les dispositions du titre III, l'article 86 excepté, et du présent titre s'appliquent au contrat de travail de représentant de commerce ».
Le titre V s’insulte « le contrat de travail domestique » il comprend 4 chapitres et présente les dispositions relative au contrat de travail domestique comme l’annonce l’article 108.
Le titre VI s’intitule « le contrat d'occupation de travailleur a domicile » il n’est pas subdivisé en chapitres, il comporte 12 articles dont l’article 119 annonce le contenu du titre.
Le titre VII s’intitule « le contrat d'occupation d'étudiants » il n’est pas subdivisé en chapitres, il comporte 13 articles dont l’article 120 annonce le contenu du titre.
Le titre VIII s’intitule « dispositions finales » il n’est pas subdivisé en chapitres et il comporte 9 articles. 

### Observations
On reproche[Qui ?] à la loi du 3 juillet 1978 de ne pas inclure certaines catégories de travailleurs alors que l’objectif premier de cette dernière était de codifier plusieurs lois différentes relatives aux contrats de travail pour en faire une loi unique. Pourtant, certains contrats de travail sont régis par des lois particulières. Il s’agit notamment du contrat d'engagement maritime et le contrat d'engagement pour le service des bâtiments de navigation intérieure qui sont soumis, respectivement, à la loi du 5 janvier 1928 et à celle du 1er avril 1936 ; le contrat de travail intérimaire régit par la loi du 24 juillet 1987 et  le contrat du sportif, dont la rémunération atteint un certain montant, est soumis à la loi du 24 février 1978. 

## Cas récent
Malgré la gravité des conséquences liées au Coronavirus, certains travailleurs  voyagent dans des zones rouges où le risque de contamination au virus est élevé. Ces travailleurs de retour en Belgique ne signalent pas forcément leurs déplacements en zone rouge à leurs employeurs clamant que cela se passe dans un cadre privé. Pourtant, l’article 17 4° de la loi du 3 juillet 1978 dit que l’employé à l’obligation « de s'abstenir de tout ce qui pourrait nuire, soit à sa propre sécurité, soit à celle de ses compagnons, de l'employeur ou de tiers ». Il y a donc un conflit entre la protection de la vie privée inscrite à l’article 22 de la Constitution et l’article 17 4° de la loi du 3 juillet 1978. 